# Деперсонализација
Деперсонализација је патолошки процес губитка осећања личног идентитета и осећање отуђења од себе самог који се јавља у склопу тешких душевних обољења. Деперсонализација је измена у доживљају и свесности себе, доводи до осећаја нестварности, одвојености, отуђености од сопственог тела. Особа се осећа као робот. Особе које пате од деперсонализације се жале на губитак свих осећања и сензорних доживљаја. Особа има осећај да је нестварна, као да игра неку улогу, да није спонтана, осећа се као да посматра своје доживљаје са дистанце, као да су туђи.

#### Субјективни осећај пацијената
Пацијенти исказују ово стање као непријатно, свесни су да се нешто променило у значајној мери али не могу да објасне на који начин је то различито. Често ово стање описују реченицом „то нисам Ја." Пацијент доживљава отуђеност својих менталних активности, мишљења и осећања, губи свој идентитет. Људи који доживљавају деперсонализацију често сматрају да је то наговештај психозе.
Поремећај који се јавља често са деперсонализацијом је дереализација. Пролазне епизоде деперсонализације и дереализације се често дешавају у току умора, недостатка спавања као и код акутних стресних ситуација.

#### Обољења уз која се јавља
- Комплексни парцијални напади
- Шизофренија
- Депресија
- Анксиозност

#### Метафорично значење
У егзистенцијалистичкој и хуманистичкој психологији израз се користи метафорично, да опише стање обезличености „нормалног“ појединца у савременом (дехуманизованом) друштву. Осећај бивања у нереалној ситуацији у смислу да сопство или тело јесте одвојено од непосредне околине. Ово искуство је често код особа које су изложене великој количини стреса или су у кризи, као и код појединаца који пате од специфичних менталних поремећаја попут неуроза и психоза.